# 반응성 관절염

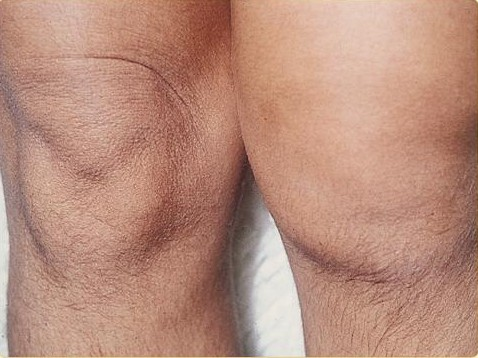

반응성 관절염(reactive arthritis, 과거 명칭: 라이터증후군/Reiter's syndrome)은 몸의 다른 부위에 감염한 것에 대한 반응으로 발전하는 관절염의 일종이다. 세균 접촉 이후 감염으로 발전하면 이 질환을 일으킬 수 있다. 환자가 여러 증상을 보이는 시점에 치유가 되거나 만성적인 이유로 인해 이 질병을 초기에 진단을 받는 것은 어려운 편이다.